# Independence County
Independence County är ett administrativt område i delstaten Arkansas, USA. År 2010 hade countyt 36 647 invånare. Den administrativa huvudorten (county seat) är Batesville. 

## Geografi
Enligt United States Census Bureau har countyt en total area på 1 998 km². 1 978 km² av den arean är land och 20 km² är vatten.

### Angränsande countyn
- Sharp County - nord
- Lawrence County - nordöst
- Jackson County - öst
- White County - syd
- Cleburne County - sydväst
- Stone County - väst
- Izard County - nordväst